# Cromo nativo
Il cromo nativo è un minerale di cromo descritto nel 1981 in base ad una scoperta avvenuta nella provincia dello Sichuan in Cina. Oltre al cromo, contiene piccole quantità di zinco e rame.

## Morfologia
Il cromo nativo è stato trovato in granuli microscopici di circa 20 micrometri.

## Origine e giacitura
Il cromo nativo si rinviene nelle sabbie pesanti originatesi nelle zone di contatto metamorfico fra marmo siliceo e rocce ultramafiche.